# Weteringschans
Weteringschans è un quartiere dello stadsdeel di Amsterdam-Centrum, nella città di Amsterdam.

## Galleria d'immagini

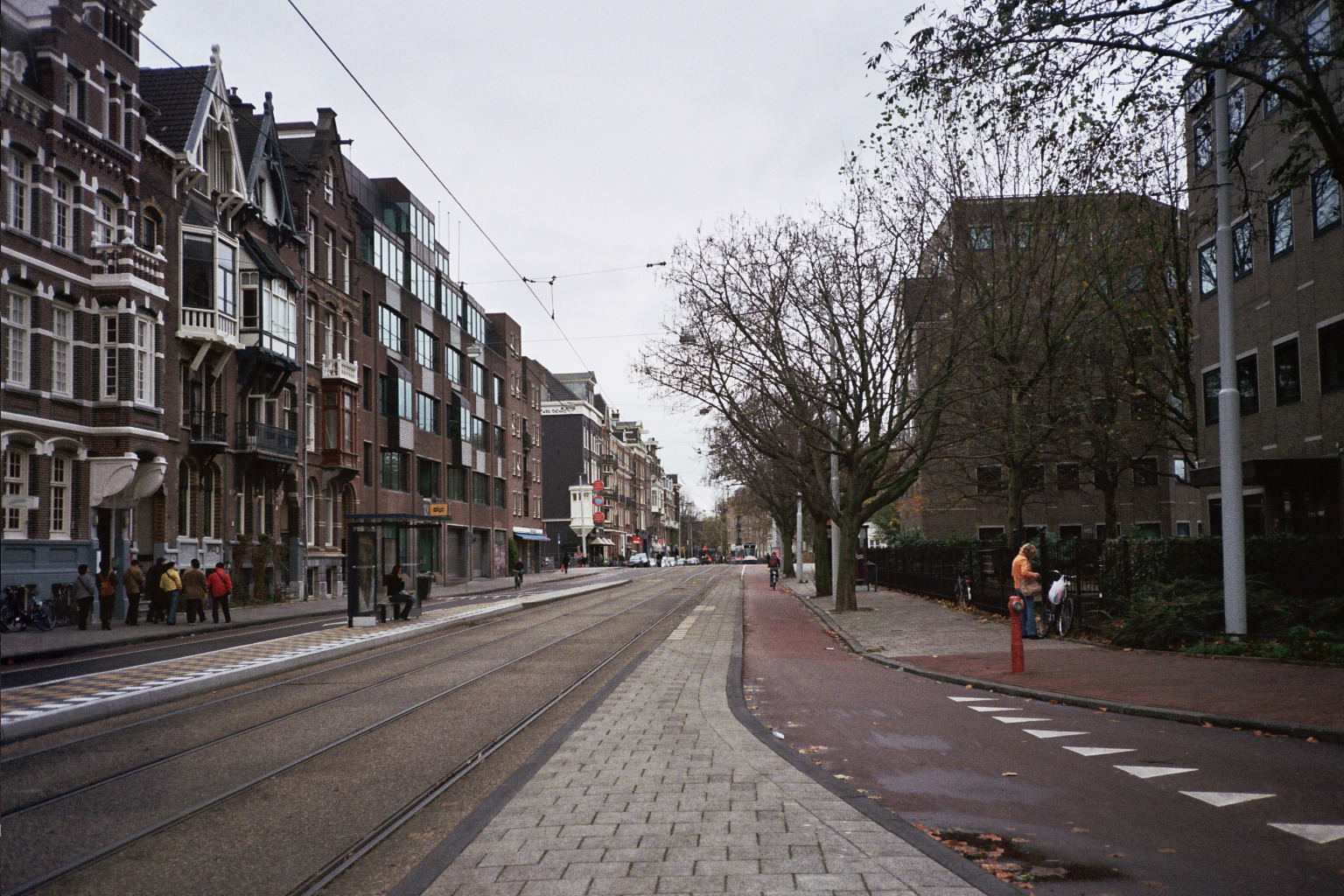
Una strada del quartiere
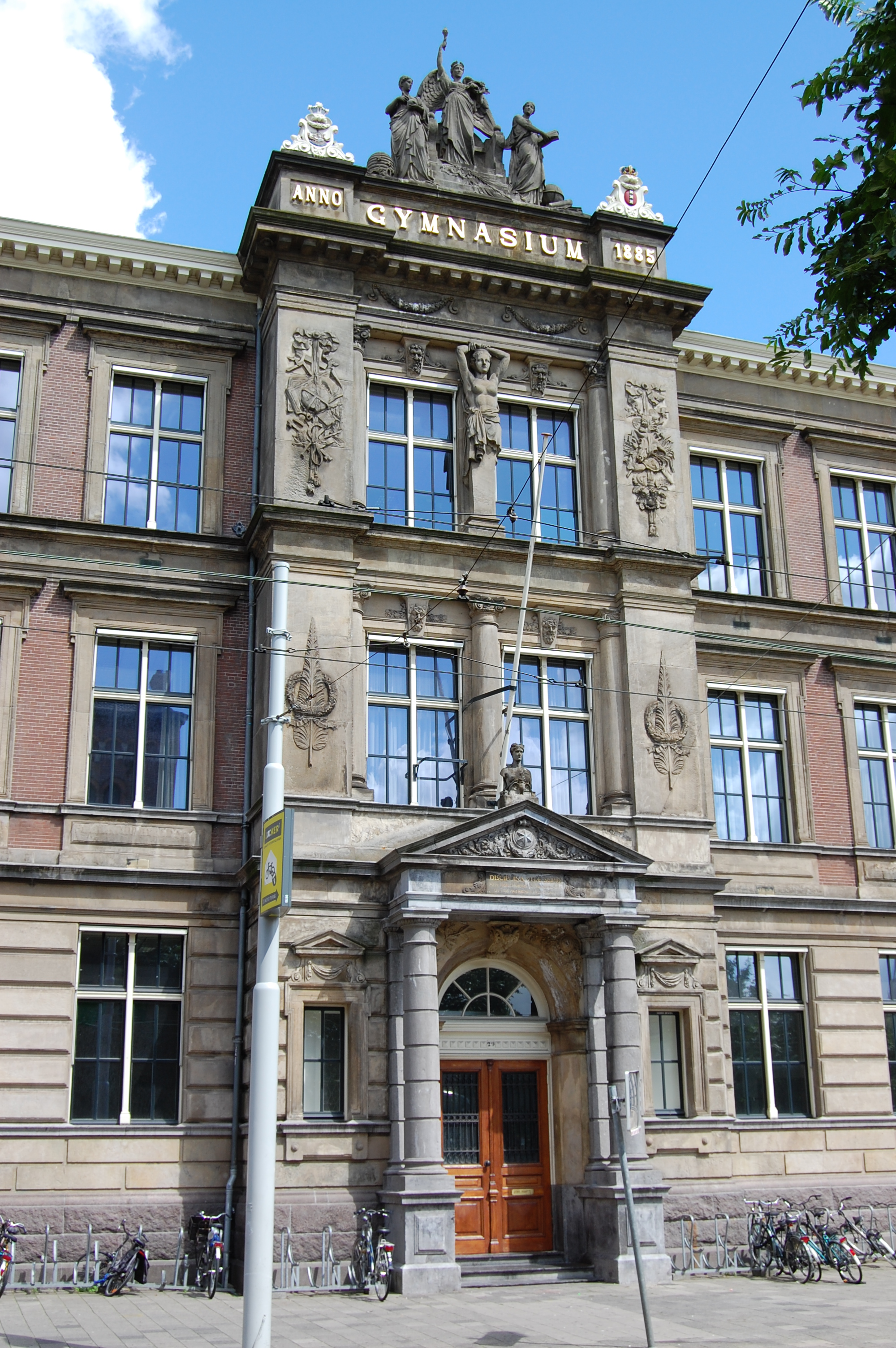
Barlaeus Gymnasium
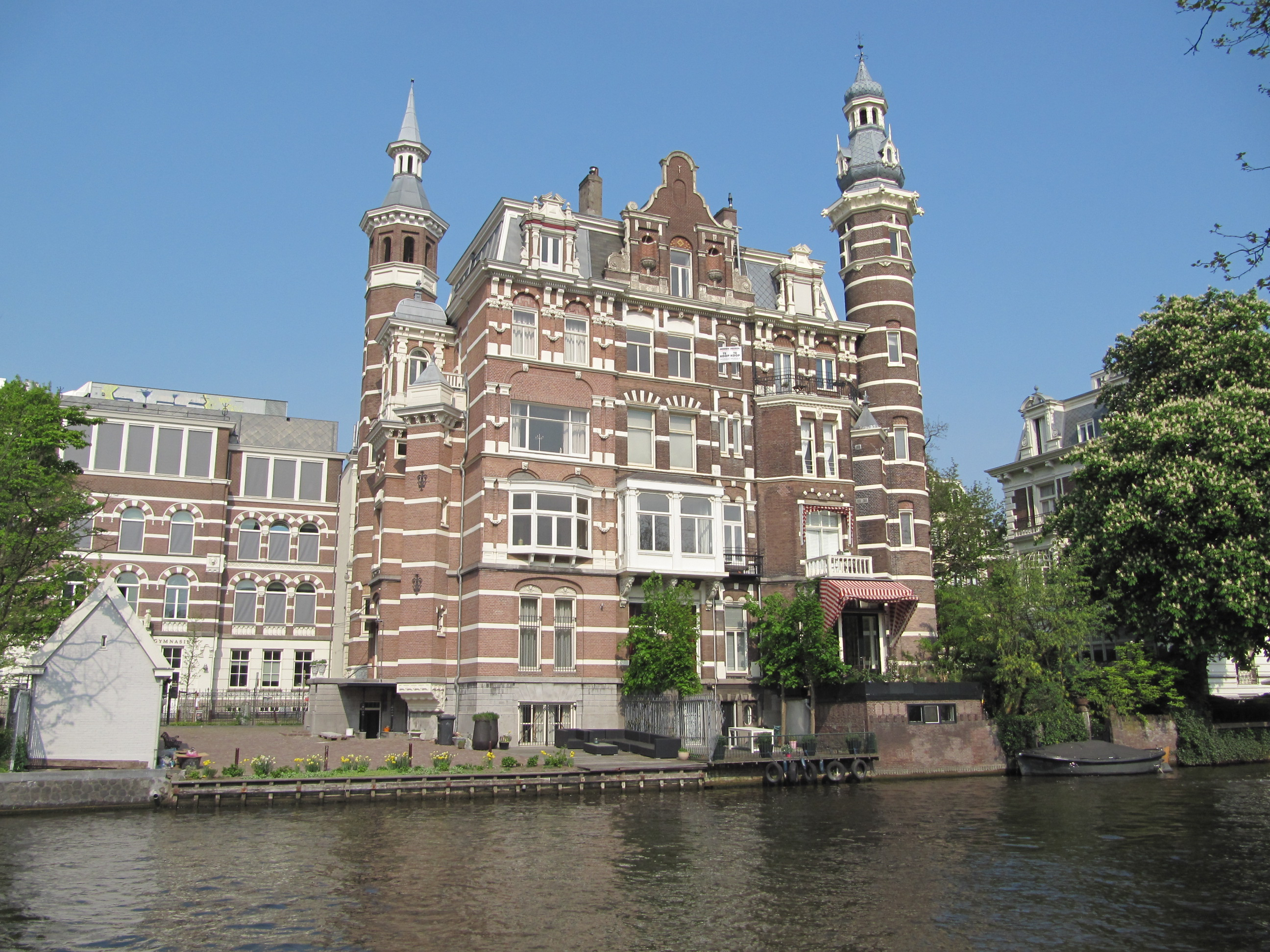
Una villa di Weteringschans.
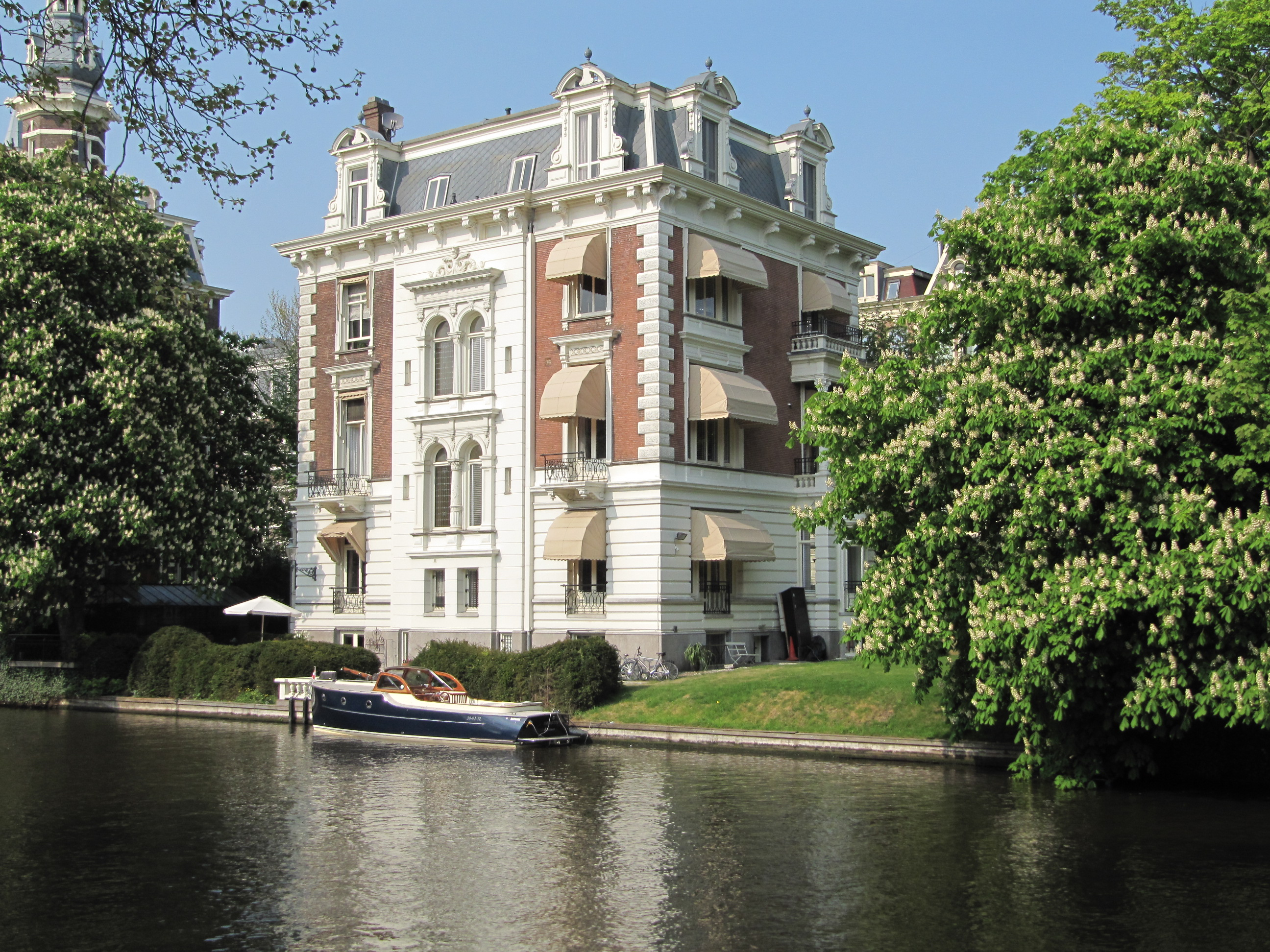
Altra villa di Weteringschans
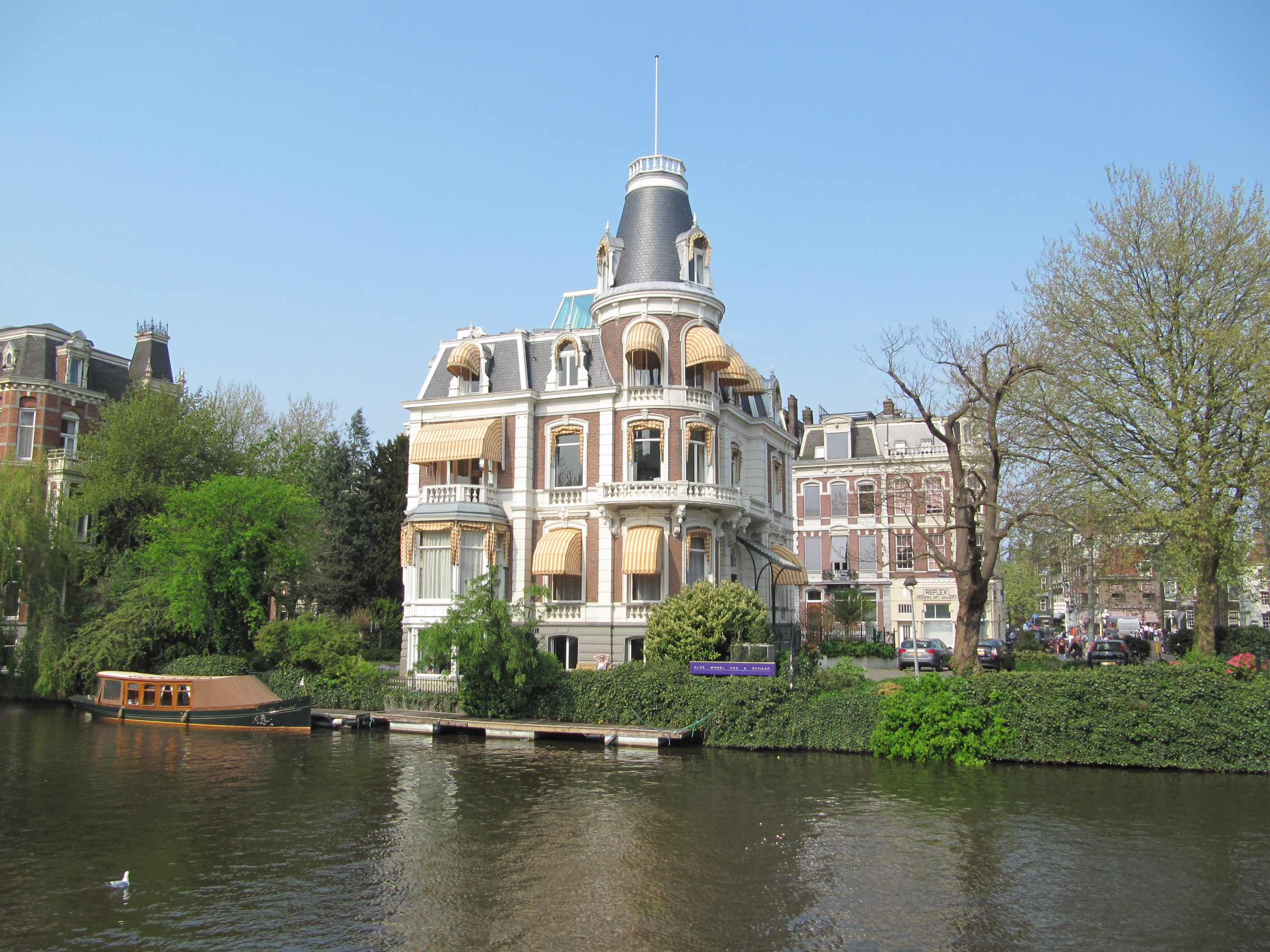
Un'altra visuale di una dimora del quartiere